# Vladimir Nikolajevič Toporov
Vladimir Nikolajevič Toporov (ruski: Влади́мир Никола́евич Топоро́в) (Moskva, 5. srpnja 1928. – Moskva, 5. prosinca 2005.) bio je ruski filolog i semiotičar. Diplomirao je na Moskovskom sveučilištu 1951., od 1954. djeluje u Institutu za slavistiku i balkanistiku Ruske akademije znanosti, a od 1991. u Institutu viših humanističkih istraživanja Ruskoga državnoga humanističkog sveučilišta. Bio je redoviti član Ruske akademije znanosti. Bio je na čelu Tartuske škole nakon smrti J. M. Lotmana. Objavljivao je radove s područja poredbenopovijesnoga jezikoslovlja, folkloristike, poetike, povijesti književnosti, kulturologije i semiotike, ponajprije na materijalu indoeuropskih etnolingvističkih tradicija. Bavio se i rekonstrukcijom arhaičnih jezičnih, znakovnih, mitoloških i vjerskih sustava te mitopoetskim i folklornim tradicijama i drugim.

## Najvažniji radovi:
- Slavenski jezični sustavi semiotičkoga modeliranja (Slavjanskie jazykovye modelirujuščie semiotičeskie sistemy, koautor V. V. Ivanov, 1965.)
- Eneja – čovjek sudbine (Enej – čelovek sud’by, 1993.)
- Mit, ritual, simbol, slika (Mif, ritual, simvol, obraz, 1995.)